# Burmannia candida
Burmannia candida är en enhjärtbladig växtart som beskrevs av William Griffiths och Joseph Dalton Hooker. Burmannia candida ingår i släktet Burmannia och familjen Burmanniaceae. Inga underarter finns listade i Catalogue of Life.